# Autodesk 3ds Max

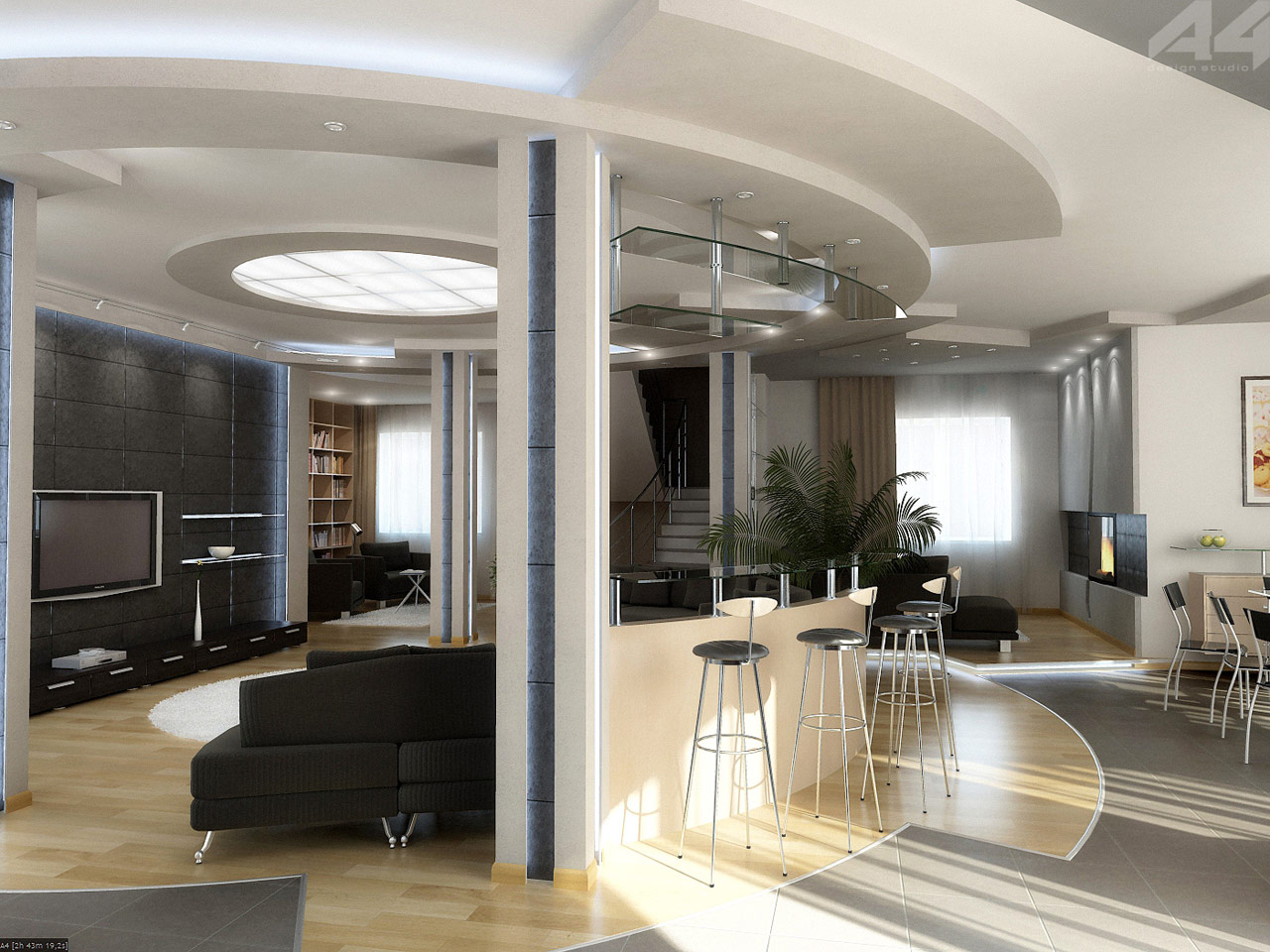
Imagen de una sala generada con 3D Studio Max.

Autodesk 3ds Max (anteriormente 3D Studio Max) es un programa de creación de gráficos y animación 3D desarrollado por Autodesk, en concreto la división Autodesk Media & Entertainment (anteriormente Discreet). Creado inicialmente por el Grupo Yost para Autodesk, salió a la venta por primera vez en 1990 para DOS.
3ds Max, con su arquitectura basada en plugins, es uno de los programas de animación 3D más utilizado, especialmente para la creación de videojuegos, anuncios de televisión, en arquitectura o en películas.

## Historia

### Cómo se formó el Grupo Yost
Los orígenes del programa 3ds Max podríamos situarlos a mediados de los años 80, con la formación del denominado Grupo Yost.
La gestación del Grupo Yost se inicia a principios de 1984, cuando una de las revistas sobre Atari más importantes, Antic, creaba su sección de software, Antic Software, dirigida por Gary Yost, quien venía de trabajar para la propia compañía Atari. Desde su puesto en Antic Software y junto a Jack Powell crearon The Catalog, una recopilación de programas para la plataforma Atari.
En el desarrollo de The Catalog influyó el pequeño desarrollo que se había producido en las comunicaciones a través de Internet, con el inicio de servidores. Uno de estos nuevos servidores era CompuServe, que alojaba varios foros sobre Atari. Uno de los más visitados pertenecía a Antic. Gracias a este servicio, Gary Yost pudo hablar directamente con una gran parte de usuarios, que a su vez después eran quienes compraban y utilizaban el software que producían desde Antic Software. Por otra parte, estos foros proporcionaron un medio a los usuarios de Atari para interactuar entre ellos. Gary Yost vio el potencial que se encerraba en esta «comunidad de usuarios», haciendo de ella una parte oficial del desarrollo del software para Antic. El brazo en línea de su comunidad sobre gráficos era la Cyber Connection, un foro en CompuServe que proveía de información oficial de los desarrolladores, así como de un sistema de pizarra donde se dejaban mensajes para discutir. La combinación de la colaboración directa entre programadores y usuarios fue esencial a la hora de hacer posible el siguiente desarrollo del software gráfico.

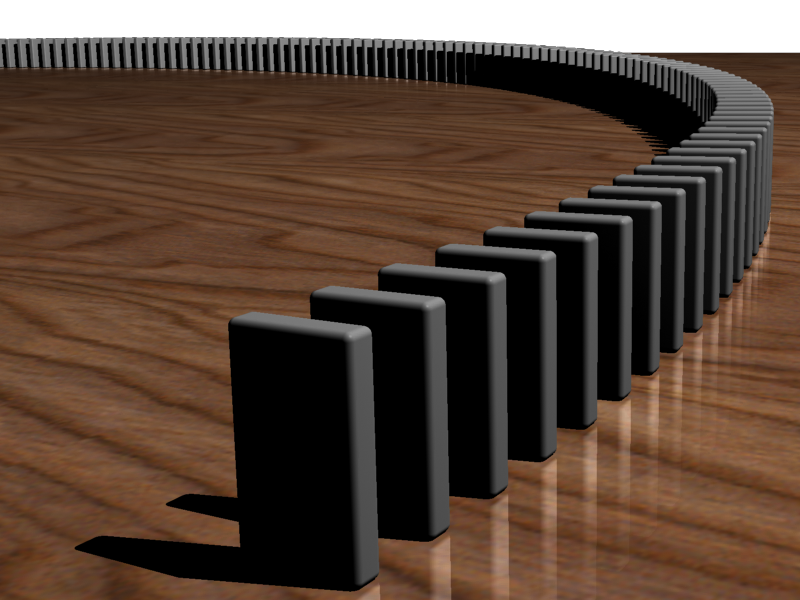
Renderización de una serie de dominós producida en 3D Studio Max.

### The Cyber Studio, antecedente del 3ds Max
Por su parte,  Tom Hudson, otro pilar del Grupo Yost, desde 1982 a 1985 había estado trabajando para la otra revista referente dentro del mundo Atari: ANALOG Computing. Había estado haciendo un poco de todo dentro del pequeño grupo que llevaba la revista: escribía artículos, creaba juegos y otros programas. En 1984 publicaba uno de estos programas, un pequeño renderizador de 3D: Solid States. En agosto de 1985 dejaba la revista ANALOG y poco después publicaba otros dos programas para el Atari ST que tuvieron bastante éxito entre los usuarios de Atari: DEGAS y DEGAS elite, ambos programas para pintar. Reviviendo el interés que Tom Hudson tenía por los gráficos en 3D, adaptó su programa Solid States para el Atari ST (originalmente desarrollado para los Ataris de 8-bit, el Atari 400 y el Atari 800). Poco después realizó el que sería su primer programa para Antic: CAD-3D 1.0, y Gary Yost desde entonces se centró en el desarrollo de software gráfico.
Mientras Tom Hudson y Gary Yost estaban planificando CAD-3D, Mark Kimball, un programador e ingeniero de hardware, que trabajaba para Tektronix en Oregón, estaba desarrollando unas gafas 3D para el Atari ST usando el programa DEGAS. Mark Kimball se puso en contacto con Tom Hudson y finalmente la revista Antic vendería una versión de las gafas que podía utilizarse con la segunda versión de CAD-3D (con Tektronix como productor de las gafas). El siguiente reto que se plantearon fue el de crear pequeñas secuencias animadas. Pero tenían el problema de la reducida RAM que el Atari ST tenía. No obstante, Mark Kimball ideó una solución: Cyber Smash, una aplicación que administraba el proceso de compresión de la animación. Ahora lo que faltaba era un programa que pudiese reproducir esas animaciones renderizadas, pues CAD-3D no podía hacerlo. Gary Yost contrató a Mark para que lo hiciese: Cybermate. El resultado final de este período de innovaciones continuo fue la salida al mercado a principios de 1987 del paquete The Cyber Studio que reunía CAD-3D 2.0 y Cybermate juntos. Poco después se añadió el programa Spectrum 512, un programa de dibujo que usaba los 512 colores del Atari, y también Cyber Control, un programa que mediante scrips incrementaba las posibilidades de animación. Por su parte, Gary Yost estaba buscando una forma de mejorar las animaciones producidas por CAD-3D con textos y otros efectos. El resultado de esta búsqueda fue Cyber Paint. Por último, tres importantes aplicaciones se añadieron a la familia Cyber: Cyber texture, que transformaba fotos en geometrías 3D; Cyber VCR, que exportaba las animaciones a cinta de vídeo, a través de la interfaz de Sony CTL-L, y por último Cyber Sculpt, una aplicación para crear y editar complejas geometrías para el CAD-3D 2.0.
El gran desarrollo del producto The Cyber Studio no pasó desapercibido para la empresa Autodesk, creadores del programa AutoCAD, y a principios de 1988, Eric Lyons, director de Nuevas Tecnologías de Autodesk conseguía convencer a Gary Yost para que trabajase para ellos desarrollando un programa del estilo de The Cyber Studio, para escribir el «AutoCAD de animación 3D». Gary Yost, con Tom Hudson y Jack Powell, al que se le añadió poco después Dan Silva, fue el grupo encargado de desarrollar el programa 3D Studio.

### 3D Studio
Tras casi dos años de trabajo, en octubre de 1990, salía al mercado el programa 3D Studio.
En esta primera versión, debido a los problemas inherentes al grado de desarrollo de los ordenadores, y a los problemas con MS-DOS, el programa carecía de una capacidad para deshacer acciones y contaba con 5 módulos independientes que lo hacían poco eficiente: Shaper, Lofter, Editor 3D, Editor de materiales y Módulo de renderizado. Tras el lanzamiento del nuevo programa se creó un foro de ayuda en CompuServe, que se convertiría en uno de los foros más activos de la red en esos momentos. Gary Yost y Jack Powell eran los que dirigían este servicio y empezaron a construir una comunidad de usuarios del 3D Studio. Para la segunda versión del programa consiguieron unificar los 5 módulos gracias a la utilización de un producto de Autodesk llamado Phar Lap Dos Extender, que consistía en un sistema operativo que conseguía superar las limitaciones del estándar DOS.

### Kinetix 3D Studio MAX
En 1991, el director de Autodesk sugirió al Grupo Yost reescribir el programa para Windows, aunque no fue hasta 1996 que salió al mercado el 3D Studio Max para Windows NT. Además, al no querer perder la marca 3D Studio para la plataforma MS-DOS, añadieron al nombre del producto MAX, para distinguir entre la versión antigua para la plataforma MS-DOS y la nueva versión para la plataforma de Windows. Según Gary Yost «cuando supimos por IBM que WinNT 3.1 iba a salir en el verano de 1993, tomamos la decisión de reescribir el programa». Para ello contrataron a Don Britain en febrero de 1993. El nombre oficial completo del producto era Kinetix 3D Studio MAX, puesto que la división Multimedia de Autodesk, la encargada de desarrollar el programa, había pasado a llamarse Kinetix.
En 1999 Autodesk adquirió la empresa canadiense Discreet Logic, Inc. y la fusionó con Kinetix. Así, de la fusión surgió la división de Autodesk para el desarrollo de 3D Studio MAX.

### 3ds max
No obstante, en el año 2000, al salir al mercado la primera versión del programa desarrollada por la nueva Discreet, el nombre del producto se adaptó al estilo de los productos que Discreet ya tenía, por lo que de 3D Studio MAX pasó a ser 3ds max, todo en minúsculas.

### Autodesk 3ds Max
En el año 2001 Autodesk cambió de nuevo el nombre de su división Discreet por el de Autodesk Media and Entertainment, y en la siguiente versión del 3ds también volvió a hacer pequeños cambios. Ahora pasaba a ser el nombre oficial Autodesk 3ds Max, en su versión 9. Esta era la primera versión con la posibilidad de instalarse en un sistema operativo de 32 o de 64 bit.

## Versiones
| Versión                    | Plataforma                                             | Nombre clave | Lanzamiento | Características principales |
| -------------------------- | ------------------------------------------------------ | ------------ | ----------- | --- |
| 3D Studio                  | MS-DOS                                                 | THUD         | 1990        | 3D Studio fue lanzado con una gran cantidad de funcionalidades: dibujo de spline shapes (curvas planas), lofted surfaces (superficies generadas desde curvas 3D), primitivas geométricas, y un básico editor de mallas que fue combinado con editor de fotogramas a nivel de objetos. |
| 3D Studio R2               | MS-DOS                                                 |              | 1992        | La interfaz IPAS para los plugins 3D: procesado de Imagen, Procedimientos de modelado, Animación y Superficies (en inglés: Image processing, Procedural modeling, Animation, Surfaces). Los colores de la interfaz cambian (y pueden ser personalizados). El grupo Yost produce algunas suites de plugins para mejorar las funcionalidades de 3D Studio. Incluían todo lo necesario en el momento: desde sistemas de partículas hasta interpretaciones de destellos en lente (lens flare). Estas suites se vendían por separado. |
| 3D Studio R3               | MS-DOS                                                 |              | 1993        | Dos nuevos tipos de extensiones añadidas para el proceso de bitmaps y fotogramas clave. El término IPAS es sustituido por Plugin. |
| 3D Studio R4               | MS-DOS                                                 |              | 1994        | Fue un lanzamiento basado en plugins y añade a la versión anterior cinemática inversa (inverse kinematics), previsualización rápida del sombreado (shaded en tiempo real, en la misma escena que se está editando), y Keyscript (un lenguaje basado en scripts para la barra de fotogramas clave). En esta versión Autodesk provee asistencia para desarrolladores y soporte para el formato DXF. |
| 3D Studio MAX 0.1 Pre Beta | Windows NT                                             |              | 1995        | - «Modelado libre de estrés» gracias al sistema de procedimientos. Ahorro de decisiones al modelar, dado que el proceso de animación del modelado es revolucionario. |
| 3D Studio MAX 1.0          | Windows NT 3.51 (v1.0 y v1.1) Windows NT 4 y 95 (v1.2) | Jaguar       | 1996        | Versión 1.0: Implementa todas las características de la pre-beta 0.1, además de un paradigma de modelado procedural gracias a Modifier Stack, una versión linear de fácil uso an easier del pipeline por procedimientos Prisms/Houdini. Algunos elementos, como el Editor de Materiales y el sistema de controlador de animación, son altamente mejorados en comparación con la versión DOS, y el subsistema de renderizado permite efectos volumétricos y plugins renderizadores de terceros (los cuales aparecen en poco tiempo tras lanzar la versión 1.0: RayStudio y RayMax fueron los dos primeros en estar disponibles al público). La versión 1.0 requiere Windows NT 3.51 y soporta el primer acelerador gráfico de 3D Labs: GLiNT, disponible para PC mediante drivers Heidi personalizados. Un plugin gratuito llamado “Combustion” es posteado por el Grupo Yost como plugin añadido, aunque aparte del paquete, para 3D Studio MAX. Versión 1.1: El SDK está incluido en cada copia del programa y la revolución de los plugins está a punto de despegar. Se incluye la Malla Editable para modelar explícitamente. MeshSmooth y FFD son añadidos para conseguir subdivisión de superficies y deformación libre de formas. Se incluye renderizado vía red. Incluido el plugin Combustion que antes había que instalar por separado. Versión 1.2: Soporte Windows NT 4 y Windows 95. Para este último se adaptó la interfaz de usuario al estilo Windows. |
| 3D Studio MAX R2           | Windows                                                | Athena       | 1997        | - Ray-tracing selectivo vía Raytrace para los materiales y mapas (desarrollado en Blur Studio por Steven Blackmon y Scott Kirvan). - Efectos de Lente, licenciado por Digimation. - Herramientas de modelado básico de NURBS. - Programación en lenguaje MAXscript, licenciado por John Wainwright/Lyric Media - Soporte OpenGL. |
| 3D Studio MAX R2.5         | Windows                                                |              | 1998        | - NURBS avanzado (añade, por ejemplo, Trims, o recorte por selección) - Ajuste de cámara (camera match) - Soporte para importar VRML. |
| 3D Studio MAX R3           | Windows                                                | Shiva        | 1999        | El núcleo del programa fue profundamente reescrito para permitir un mejor funcionamiento con MAXscript; el renderizador Scanline fue mejorado con soporte para filtros conectables Anti-Alias y SuperSamplers (un tipo de Antialising para bordes curvos que elimina el efecto sierra (Ejemplo); la interfaz es rediseñada para soportar iconos de 24 bits en cuadros de herramientas personalizados donde puede haber Macroscripts diseñados por el usuario. Muchas áreas de MAX son redistribuidas para permitir: - Una GUI personalizable. - Referencias externas. - Paramblock 2, sistema en el cual un plugin puede llamar a otro y a través del cual se integra en MAXScript y los scripts generados pueden estar en cualquier lugar. - Soporte para grabado de macros. |
| Discreet 3dsmax 4          | Windows                                                | Magma        | 2000        | - Nuevo sistema IK. - Menús desplegables tipo QuadMenus (4 tablas por menú contextual). Sistemas de personalización de ActionItems unificados. - Renderizador ActiveShade en modo previsualización preview mode. - Rediseño del Modifier Stack (menús modificadores del lateral derecho) con soporte Drag and Drop. - Nueva caja de herramientas para modelado de Polígonos Editables. - Soporte para DirectX Shader en las pantallas de vistas. - Optimización multiresolución para mallas basada en tecnología Intel. - Soporte ActiveX en ejecución de scripts. La versión especial 4.3 es lanzada para usuarios con fines educativos solamente. |
| Discreet 3dsmax 5          | Windows                                                | Luna         | 2002        | Fue la primera versión que soportaba plugins diseñados para versiones anteriores sin recompilarlos (sólo para la versión 4, para las versiones 2 y 3 se necesitaba un completo rediseño/compilación compatibles con esta versión). La gran característica nueva y más atractiva es el subsistema de Iluminación Avanzada del renderizador Scanline. Otras características importantes son: - Un módulo de iluminación global llamado Light Tracer. - Un módulo de radiosidad basado en las nuevas investigaciones de los desarrolladores de Lightscape. En este módulo se incluye soporte para fotomatría y luces diurnas. - Reactor, un plugin que antes se incluía por separado, publicado por Discreet y basado en el motor de dinámicas HAVOK. - Modo de animación por posición vectorial, y valores específicos del objeto en una posición en el tiempo. Captura - a refactored Track View with Curve Editor and Dope Sheet modes and - Un editor mejorado de texturizado de malla para figuras en 3D (UVW Unwrap). - Renderizador para Texturas (Render To Texture). Funcionalidad que convierte una malla 3D en una textura 2D renderizada. - Nuevo editor de Nombres de Sets de objetos seleccionados (Named Selection Sets). - Nuevos gizmos de transformación. - Herramientas de huesos y ensamblado de personajes. - IK por Splines - Modo de rotación Gimbal. - Interpolación Auto-Tangencial. - Modificador de piel mejorado con tabla de pesos. - Mejorada la interfaz del modificador HSDS. - Soporte para capas (funcionalidad cogida desde 3ds VIZ). - Material Ink'n'Paint (tipo cellshading/dibujos animados en 3D). - Shader translúcido. La actualización 5.5 fue una versión extendida con Sistema de Partículas. |
| Versión                    | Plataforma                                             | Nombre clave | Lanzamiento | Características principales |
| Discreet 3dsmax 6          | Windows                                                |              | 2003        | - Renderizador Mental Ray disponible como renderizador alternativo. - Sistema de Partículas incorporado en el paquete base (antes solo por actualización). - Una vista esquemática rediseñada. - Shell modifier (a partir de una línea curva o Spline, o una figura plana podemos generar un objeto 3D). - Nueva pintor del Vertex. - Motor de dinámicas Reactor 2. - Soporte en red para Renderizados para Texturas (Render To Texture). |
| Discreet 3dsmax 7          | Windows                                                | Catalyst     | 2004        | - Nuevas herramientas de polígonos editables. - Nuevo modificador de edición poligonal. - Soporte para renderización y generación de mapeados normales. - Mental Ray v3.3 incluido en el núcleo, equipado con soporte para sub-superficies dispersas, shaders para iluminación ambiental y Renderizado a Texturas. - Mapeado de cámara por píxel. - Vista plana sombreada (plain shaded view) o de textura difusa. - Character Studio 4.3 incluido en el paquete base. - Modificadores SkinMorph y SkinWrap. - Modificador TurboSmooth. - Colector de Parámetros. - Rediseñado controlador de reacciones. - Modo de navegación en primera persona a través de la escena en la vista previa. |
| Autodesk 3ds Max 8         | Windows                                                | Vesper       | 2005        | Fue la primera versión del producto que no rompía la compatibilidad con el SDK de versiones anteriores, y así los productos de terceros seguían siendo compatibles sin necesidad de recompilarlos. Las características principales de esta versión son: - Asset Tracking con soporte para soluciones de terceros y Autodesk Vault incluido en el paquete. Ambos son complementos funcionales que permiten gestionar cargas de archivos en el proyecto. - XRefs mejorados. (Véase por XRefs o external references referencias externas que son objetos o escenas que están disponibles en una sesión de edición en MAX para equipos que trabajan en conjunto y que pueden trabajar en diversas partes del proyecto sin interferir unos con otros) - Depurador MAXScript - Soporte para manejar estados de escenas (Scene States) - Pelo y piel (incluidos como extensión anteriormente en la versión 7) - Ropa (también como extensión en la versión 7, basado en Size8's ClothFX, conocido antes como Stitch) - Mejoras a la edición de polígonos: Bridge and Edge Connect(permite hacer selección y suavizado de bordes), mejoras en, la opción Open Chamfers, y la herramienta de eliminación de bordes. - Mejoras en las herramientas de piel, incluyendo Grow y Shrink, Loop y Ring, y la herramienta Weight. - Mejorado (Unwrap UVW) con soporte para Pelt Mapping (técnica de mallaje para trozos de los objetos), mejores opciones para el efecto Relax y herramienta de plantillas de renderizado. - Modificador Sweep y opciones de spline mejoradas, incluyendo secciones cruzadas rectangulares. - Pinceles personalizados. - Escalado de mapas para escenas que imitan al mundo real. - Soporte en Motion Mixer para objetos no bípedos. |
| Autodesk 3ds Max 9         | Windows                                                | Makalu       | 2006        | Fue la primera versión que incluía versiones en 32 y 64 bits. Dado que el MaxSDK6 se estaba quedando desfasado y debido a sus múltiples bugs, este se renueva y requiere que los plugins se recompilen una vez más. Sus características principales son: - Project Path incluye soporte para paths (carpetas raíz) relativos. - Mánager de texturas por Proxy. - Soporte para .NET en MAXScript incluye clases, objetos y controles UI (user interface). - ProBoolean y ProCutter (como extensión anteriormente en la versión 8 y basada en el plugin de terceros PowerBooleans), mejorado en esta versión con exposición en MAXScript para ProCutter. El compositor de objetos ProBoolean analiza las mallas de un objeto 3d y añade "inteligencia" para priorizar operaciones booleanas al renderizarlo. El resultado de esto es que el proceso de cálculo de esta herramienta hace que sea extremadamente confiable y el resultado final es mucho más limpio en lo que tiene que ver con tener menos bordes y triángulos. ProCutter es una herramienta excelente para explotar, romper, ensamblar, seccionar o unir entre sí objetos como podría ser un puzle en 3D - Motor HAVOK 3 añadido a la versión 2. - Una mejor integración de Mental Ray 3.5 con soporte para físicas en renderizado de cielo y sol, Arch & Design shaders (renderizado de sombras que, al aplicar a uno o más objetos, imitan las texturas de materiales de la vida real, por ejemplo: metálico, de madera, telas, etc) y más. - Redibujado de pantalla más rápido en modo Direct3D. Incluye actualizaciones de caché incrementales para las mallas D3D, redibujado de splines más rápido y más. - Opción de Estados del Viewport (Viewport Stats) para todos los viewports. - Nuevo modo de sombreado "Hidden Line" en el viewport. - Soporte para CG shaders. - Animación de capas. - Estilos de pelo en el viewport, soporte para reflejos. - PointCache actualizado, incluye interoperabilidad con Maya 8 (que usa el mismo formato de caché). - Mejor interoperabilidad con el formato de archivo FBX (como resultado de la adquisición de Alias por parte de Autodesk en este año). |
| Autodesk 3ds Max 2008      | Windows                                                | Gouda        | 2007        | Compatible con el SDK de la versión anterior, la 9, permitiendo a los plugins ser usados sin recompilar. Este año Autodesk hizo todas las versiones de sus productos interoperables (por ejemplo, 3ds max 2008 puede importar/exportar datos de AutoCAD 2008 y Revit 2008). El SDK aún sigue en su versión 10. Las principales características son: - Optimizaciones en el código del núcleo, haciendo que sea 10 veces más rápido el rendimiento del viewport con más de 10 000 objetos. - Selección, asignado de materiales, transformaciones, jerarquías padre-hijo y operaciones para asignado de capas más rápidos. - Sistema de Degradación Adaptativa actualizado para realizar el recorte de objetos dependiente de la vista (similar a la utilería Object Culling que fue un prototipo del sistema y que ha sido removida) - Framework de Explorador de Escenas desarrollado como banco de pruebas para ejecutar código administrado y componentes DotNet dentro de la aplicación 3ds Max. - Examen de luces y sombras por píxel hasta un total de 64 luces usando Shader Model 3.0. - Previsualización de "Mr Sun" y "Mr Sky" en los viewports. - Previsualización del Shader de MentalRay "Arch&Design" en los viewports. - Editor MAXScript con pestañas ("ProEditor") basado en los controles del open source Scintilla y el editor SciTE con funciones como múltiples documentos en una sola interfaz con soporte para pestañas, colapso y expansión de bloques de cógido, búsqueda y reemplazo de textp. - Expresiones regulares, o comúnmente utilizadas (Regular Expressions). - Favoritos. - Personalización extensa del estilo y el color de los controles con soporte para varios idiomas y definiciones de estilo por directorio. - Autocompletado y definición de macros. - Menú contextual (botón derecho) personalizable. - Encontrar en archivos (Find In Files), opciones para buscar texto en múltiples archivos. - Soporte opcional para sistemas de control de versión como Perforce o Subversion. - Inclusión de todas las extensiones Avguard DLX en el núcleo de MAXScript. - Modo Working Pivot (pivote de trabajo) para transformaciones de objetos rápidos y sub-objetos alrededor de un punto arbitrario. - Modo Previsualizar Selección en Polígonos Editables. - Segmentos Edge Chamfer en Polígonos Editables. - Soporte para un archivo por frame usando el formato de Point Cache nativo en Maya como opción para compartir animaciones de deformación entre 3ds Max y Maya. - Mejoras en Mental Ray 3.6 incluidas. - Luz Sky Portal para llevar luz del exterior a escenas de interior. - Control de exposición fotográfica. - Emisión de fotones desde materiales A&D. - Producción de shaders en Mental Ray incluida pero no soportada (son soportadas en 3ds Max 2009). - Varias mejoras en Character Studio Biped. - Accesos directos en el teclado que sobrescriben a los del sistema. - Nuevo sistema de Degradación Adaptativa con selección de vista dependiente por objeto. - Previsualización de selección en modo EPoly. |
| Versión                    | Plataforma                                             | Nombre clave | Lanzamiento | Características principales |
| Autodesk 3ds Max 2009      | Windows                                                |              | 2008        | Fue anunciada en febrero de 2008 y salió el 31 de marzo de ese mismo año. Es la primera y última versión que con toda probabilidad ha reunido todas las características de ciclo de desarrollo en tan solo 1 año. Esto fue hecho por Autodesk con el propósito de "alinear" los años de sus productos para dar a entender que la versión de X año funcionará con la versión del resto de productos de ese mismo año. Mientras que no cambia el SDK, un cambio en el compilador hace necesario que se recompilen los plugins de terceros, pero con muy pequeños cambios. Otro gran cambio es la introducción de 3ds Max 2009 Design, un producto para diseño y visualización. Ambas versiones usan los mismos binarios y son compatibles entre sí, incluyendo en esta compatibilidad formato de archivos, datos y plugins, pero con diferentes iconos, pantallas de inicio, documentación, tutoriales y formas de aprendizaje, lo que hace una experiencia de usuario diferente en cada caso. Las únicas diferencias son: - La versión Design no incluye SDK. - La versión Entertainment no contiene una herramienta llamada Lighting Exposure Analysis (Análisis de la Luz de Exposición). Esta herramienta ha sido desarrollada para arquitectos y contiene certificación LEED. Las características nuevas son: - Controles de vista de navegador unificados con la mayoría de productos de Autodesk. Pueden usarse 2 herramientas muy útiles: ViewCube y Steering Wheel, ambas nos permiten navegar por la escena para hacer presentaciones o para revisar los objetos. Estos proveen orbitación, vista en primera persona, vista libre y vista desde puntos para usuarios casuales. - Las luces fotométricas han sido reconstruidas y dinamizadas con más formas de áreas de luz, previsualización fotométrica para web en el cuadro de diálogo y en el viewport, previsualización en tiempo real en los viewports, y nuevos controles para acelerar el proceso de las luces fotométricas. - Nuevo flujo de trabajo para renderizar en el Virtual Frame Buffer, con controles simplificados en un área de controles específicos para tal tarea, y totalmente programable mediante scripts. Esto incluye: - Cacheado de geometría y de iluminación global para un re-sombreado más rápido. - Soporte para renderizar solamente píxeles del objeto seleccionado. - Renderizado de regiones con Gizmo Display en el viewport y en V-Ray Frame Buffer. - Actualizado mapa de composición con soporte para varios modos de transferencia, máscaras y corrección de color por capas. - Nuevo mapa de corrección de color. - La previsualización por hardware de materiales A&D en los viewports soportan sombras. - Autodesk ProMaterials (compartido entre varios productos de la marca) para simplificar la configuración de la escena y el intercambio entre programas. - La producción de sombras vía Mental Ray está activada y soportada. - Objetos por Proxy en Mental Ray con soporte para animación. - Mental Ray provisto de un nuevo método de aceleración de BSP2 autobalanceado. - El sistema de luz diurna soporta varios modelos de meteorología, e incluye controles mediante los archivos de meteorología (weather files). - Búfer de renderizado para el pelo ahora con soporte multi-hilo (varios procesos en paralelo) y redibujado en los viewports. - Soporte para luz de cielo. - Herramienta "Hands As Feet" (Manos como Pies) en el Character Studio. Soporte para cuadrúpedos y opción de duplicado en espejo. - Nuevo flujo de trabajo al manipular directamente si hacemos una selección rápida de nodos (Soft-Selection). - Mejoras en MAXScript, incluyendo mejoras en los controles de la interfaz y un nuevo método de búsqueda binaria para acceso más rápido a datos en listas ordenadas. - Mejorada interoperabilidad con Autodesk Revit gracias a FBX y los Metadatos generados por el mismo. - Nuevo plugin de entrada/salida de objetos licenciada por Guruware. - Sólo en la edición Design: Herramientas de análisis de luz con Light Meters (Medidores de Luz) y Light Overlay (Superposición de Luz) para medir la intensidad de la luz de las fuentes basadas en físicas. |
| Autodesk 3ds Max 2010      | Windows                                                |              | 2009        | - Graphite Modeling Tools (Herramientas de modelado color grafito; anteriormente PolyBoost) mediante la interfaz Ribbon. - Introducción de Contenedores para compartir y publicar contenido entre escenas. - XView Geometry Checkers (controles tipo Check para vista de objetos geométricos) para chequeo interactivo en busca de errores en objetos de escena. - Controles para previsualizar en los viewports Oclusión y Exposición ambiental. - Soporte de Soft-shadows en los viewports. - Soporte para que los MetaDatos de los archivos .MAX puedan ser leídos desde acceso externo para recabar información sin tener que abrir la escena en 3ds Max. - Quadify Mesh Modifier (modificador de mallas de objetos) basada en la tecnología ProBoolean. Este modificador convierte la estructura del objeto en polígonos cuadrilaterales. Gracias a esta capacidad se pueden producir bordes redondeados cuando se combina con la herramienta MeshSmooth. - Rasgado e inflado de ropa. - Nuevo explorador de materiales basado en la tecnología del Scene Explorer. - Nuevo plugin para importación y exportación de objetos (OBJ I/O). - Incluido plugin Flight Studio, un famoso plugin que ayuda mucho en tareas de simulación. - ProOptimizer basado en la tecnología PolyCrunch. Esta herramienta simplifica la optimización de los objetos con un gran número de caras. Reduce el número de vértices en los objetos 3D, pero con el cuidado de preservar la apariencia del objeto. Esto ayuda a reducir los requerimientos de memoria para ejecutar y visualizar una escena, y simplifica el modelado porque los objetos tienen menos caras y se mejora la velocidad en el viewport y el tiempo de renderizado. - ProSound con soporte para 100 pistas de audio simultáneas en estéreo. - Avanzado flujo de partículas basado en Orbaz Particle Flow Tools Box #1 (Caja de herramientas Orbaz Particle Flow #1). |
| Autodesk 3ds Max 2011      | Windows                                                |              | 2010        | - Permite cambiar la barra de herramientas atendiendo a las necesidades de los usuarios. - Añade "Object paint", que es una herramienta muy útil a la hora de crear grupos de objetos. - Añade CAT (Character Animation Tools; Herramientas de Animación de personajes), que es una herramienta dirigida a la creación de animaciones para todo tipo de personajes. - Incluye un sistema de nodos para la creación de materiales. - Añade un nuevo motor de renderizado, el Quicksilver Hardware Renderer, basado en tecnología DirectX. Soporta anti-aliasing, Soft-Shadows, Profundidad de Campo, Oclusión Ambiental, Iluminación indirecta y Reflejos vía hardware y software. - Soporte para guardar al formato de 3ds Max 2010. - Librería de materiales de Autodesk con alrededor de 1200 materiales. - Nueva pizarra de editor de materiales basada en la tecnología NodeJoe. - Mejorado el Viewport usando archivos por capas en formato PSD. Enhanced Viewport Canvas in-view painting tools using layered PSD files. - Soporte para edición local (es decir, en el propio equipo) del contenido de contenedores. - Soporte para representación de materiales de 3ds Max en los viewports. - Vínculo a archivos FBX procedentes de Autodesk Inventor. - Mejorada la importación desde Autodesk Inventor. - Importación y exportación de sólidos y superficies entre 3ds Max y otras aplicaciones que soporten archivos SAT: Autodesk Revit Architecture, Rhino, Solidworks, y FormZ. Esta característica está basada en la tecnología nPower Software. - Personalización del Ribbon. - Manipuladores Caddy (anteriormente Grip) en el viewport. - Panel de comandos deslizante. - Nuevo plugin de importación y exportación de OpenEXR basado en la tecnología Cebas. - Incluido Autodesk Composite 2011 basado en la tecnología Toxik. |
| Autodesk 3ds Max 2012      | Windows                                                |              | 2011        | - Permite el uso de materiales "Substance". - Añade un nuevo motor de renderizado, el "iray renderer". - Añade nuevas opciones que facilitan el texturizado UV. - Añade nuevas formas de modelado. |
| Autodesk 3ds Max 2013      | Windows                                                |              | 2012        | - Interoperabilidad con Adobe® After Effects®. - Añade mejoras en el motor de renderizado, el "iray renderer". - Mejoras de MassFX. - Mejor interoperabilidad con Autodesk® Revit® Architecture y compatibilidad con Autodesk® DirectConnect. |
| Autodesk 3ds Max 2014      | Windows                                                |              | 2013        | - Point Cloud support (with Subscription). - Mapas vectoriales. - Mejoras en modelado de mallas y superficies. - Animación con generación de multitudes. - Sistema de flujo de partículas ampliado. - Mejoras de MassFX. - Núcleo de gráficos ultra acelerado Nitrous. |
| Autodesk 3ds Max 2015      | Windows                                                |              | 2014        | - Mejoras en deshacer y rehacer. - Combina explorador de capas y explorador de escenas. - Mejora en agilizar los flujos de trabajo de interoperabilidad entre 3ds Max y otros programas. - 3ds Max Python API. - Mejora en la exportación IGES. - Nueva herramienta para ubicar objetos. - Nuevo tipo de chaflán. Quad Chamfer. - Nube de puntos. - Mejora en la herramienta de Populate (poblar). Admite gente sentada. - Mejora en la interfaz de partículas. - ShaderFX Editor. - Stereo Camera. - Mejoras en ActiveShade. - Mejoras en NVIDIA iray Renderer. - Rendimiento acelerado Viewport. |
| Autodesk 3ds Max 2016      | Windows                                                |              | 2015        | - Nueva pantalla de inicio. - Enlace con Renderman. - Partículas Pflow multiproceso. - Nuevas características en el editor de materiales. - Nuevas herramientas para crear fluidos. Humo, agua, etc. |
| Autodesk 3ds Max 2017      | Windows                                                |              | 2016        | - Ventana gráfica de navegación: punto de interés / subobjeto Orbit. - La ventana gráfica del zoom es ahora infinita. - Alineación por sistema local. - La herramienta de "Mirror" tiene ahora el modo de geometría - añade modificador de la geometría. - Editor de UV; aplanar el material por id. - Editor de UV; aplanar por grupos de suavizado. - Una gran cantidad de nuevas herramientas en el editor de curvas (animación). - Desplazamiento de los controladores. - Cámara secuenciadora. - Materiales físicos. - Nuevo render a tiempo real (ART) mediante trazado de rayos 360°. - El motor de render Mental Ray se instala como subcomponente aparte de 3ds Max. - Convertidor de escenas mediante ART. |
| Autodesk 3ds Max 2018      | Windows                                                |              | 2017        | - Motion Paths. - Data Channel Modifier. - Blended Box Map. - Arnold 5 for 3ds Max. - Simple simulation data import. - Smart asset packaging - Customizable workspaces - Max to LMV |

## Artistas destacados que utilizan 3ds Max
- zinkete.